# Kpayo

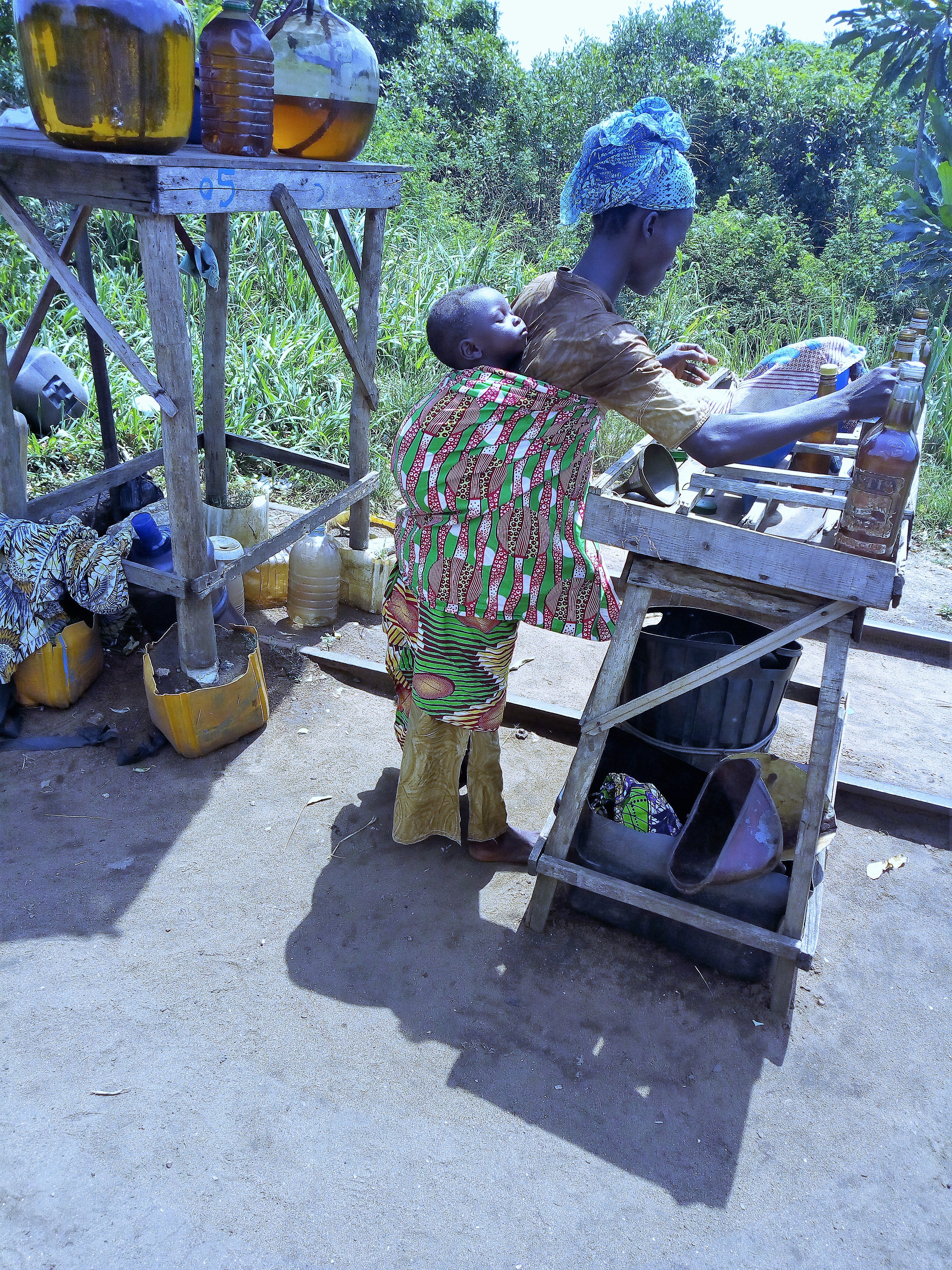
Femme avec son enfant au dos se prépare pour servir de l’essence frelatée au client à Porto-Novo (Bénin)

Le kpayo est le nom donné au Bénin à l'essence de contrebande, en provenance du Nigeria voisin, grand producteur de pétrole, où le carburant est fortement subventionné. Kpayo signifie littéralement « non original » en goun, une langue locale.
Il ne s'agit pas nécessairement d'un produit frelaté ou de mauvaise qualité. L’essence vendue dans les rues des villes et quartiers du Benin provient généralement des stations installées le long des frontières bénino-nigerianes. La quantité de l’essence de contrebande qui entre au Bénin par moto est infime comparée à celle qui s’y déverse par des camions citernes, et par de grandes embarcations. 
Le phénomène du kpayo a connu ses débuts dans les années 1980, conséquence de la crise économique qui a secoué le pays. En effet, l’essence au Nigeria coûte à la pompe environ trois fois moins cher qu’au Bénin. Aujourd'hui[Quand ?], l'usage du kpayo connaît une ampleur telle qu’il fait dorénavant partie du paysage géographique, social et économique des villes béninoises et nigérianes.
Dans tout le pays, cette essence de contrebande, importée illégalement, acheminée à moto à raison de trois à cinq bidons de cinquante litres par véhicule, est vendue dans de grosses, moyennes et petites bouteilles que l'on trouve partout au bord des routes.
Ce commerce qui procure d’énormes bénéfices, comporte en même temps de grands risques, étant donné la précarité des conditions de stockage du produit. On note ainsi de fréquents incendies aux bilans très lourds.

## Cadre juridique
En 2007 les autorités béninoises considéraient que le Nigeria fournissait 551 millions de litres de cette essence de contrebande – un chiffre à mettre en regard avec les 81 millions de litres vendus dans les stations-service à cette date. Les gouvernements qui avaient tenté de réduire cette activité n'y sont pas vraiment parvenus.
En juin 2018 une nouvelle loi pénalise le commerce illicite du carburant, mais prévoit des mesures d'accompagnement pour soutenir les acteurs d'une activité qui fait vivre quelque 100 000 familles depuis plusieurs décennies.

Transport à motocyclette.
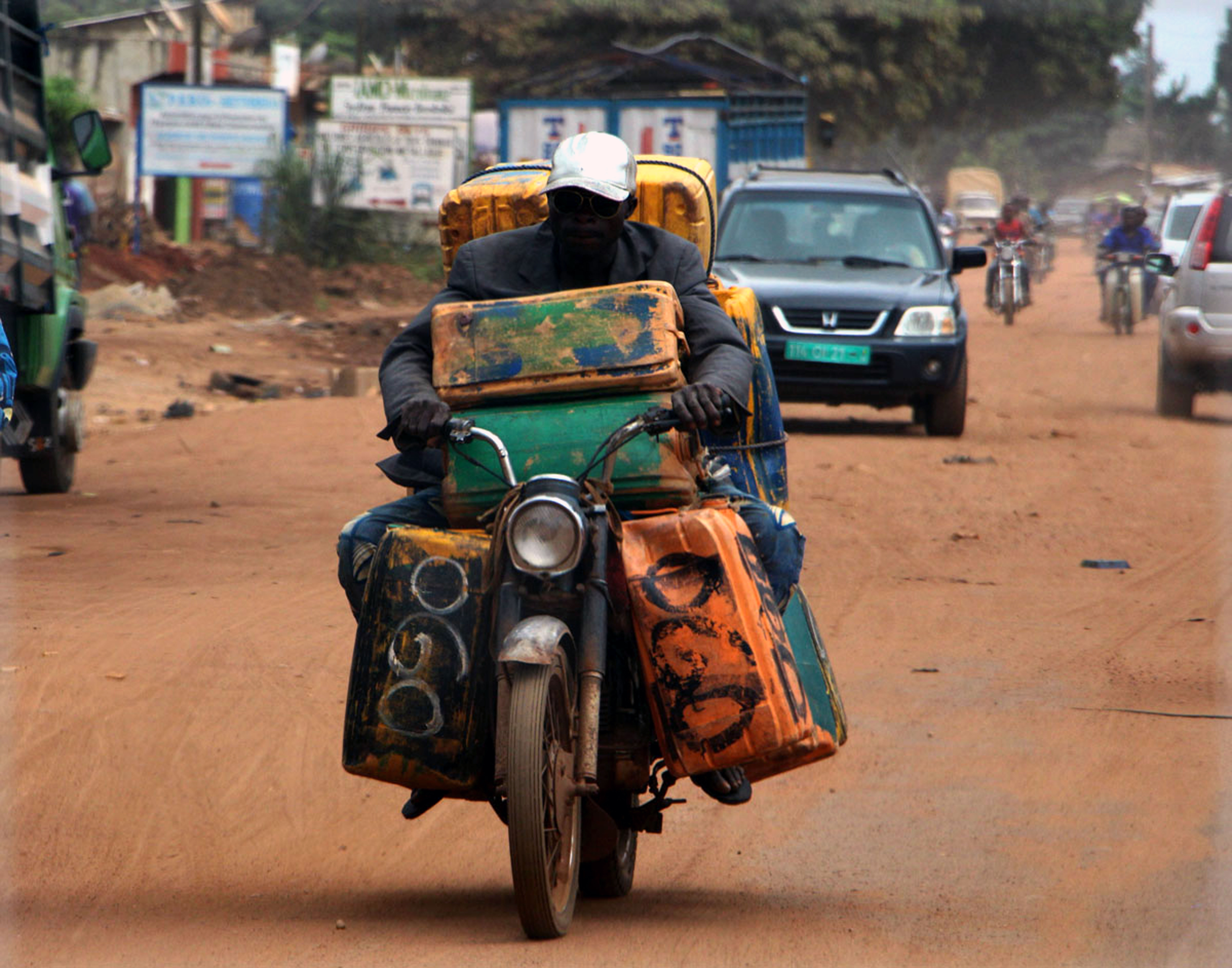
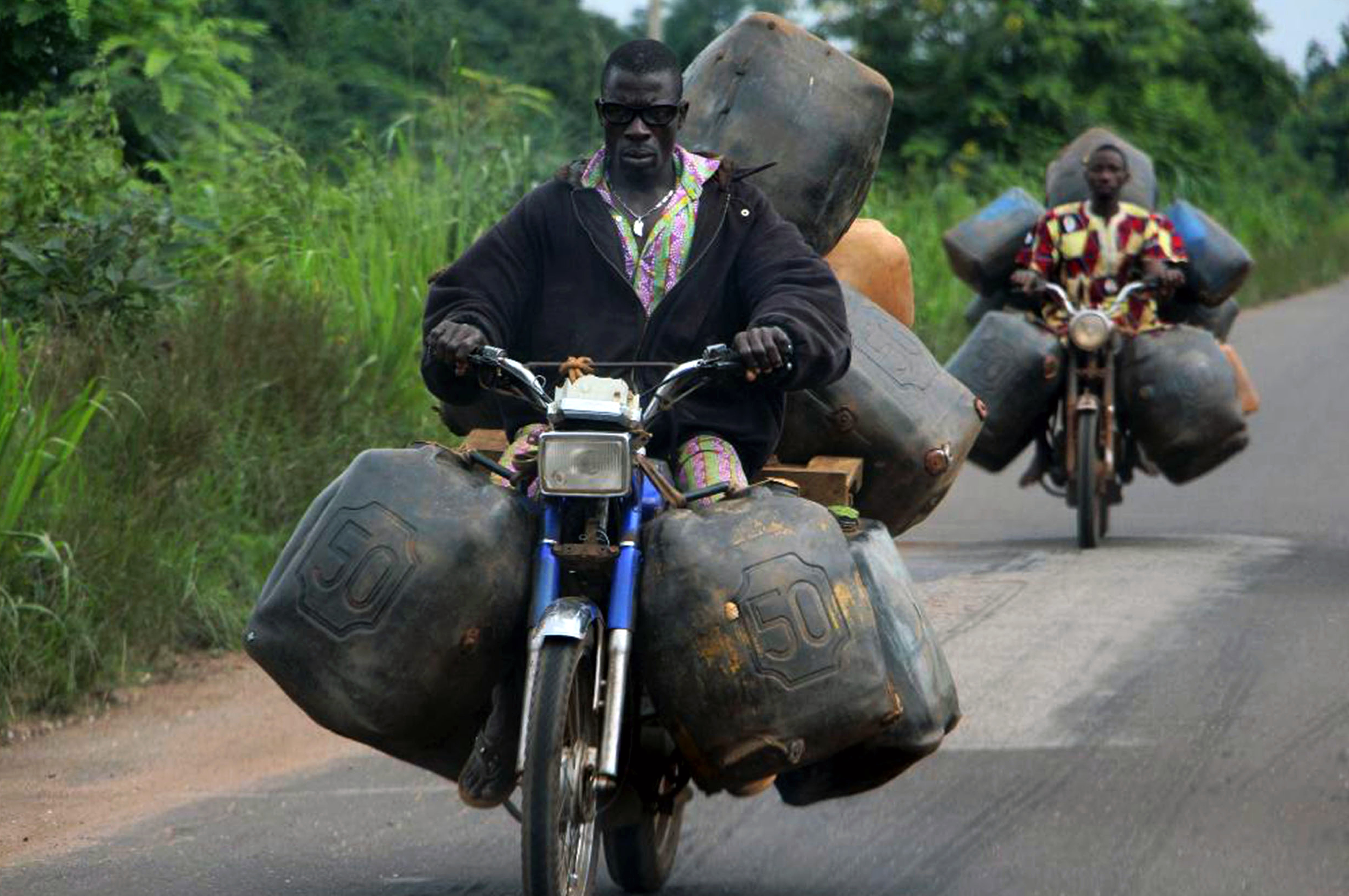
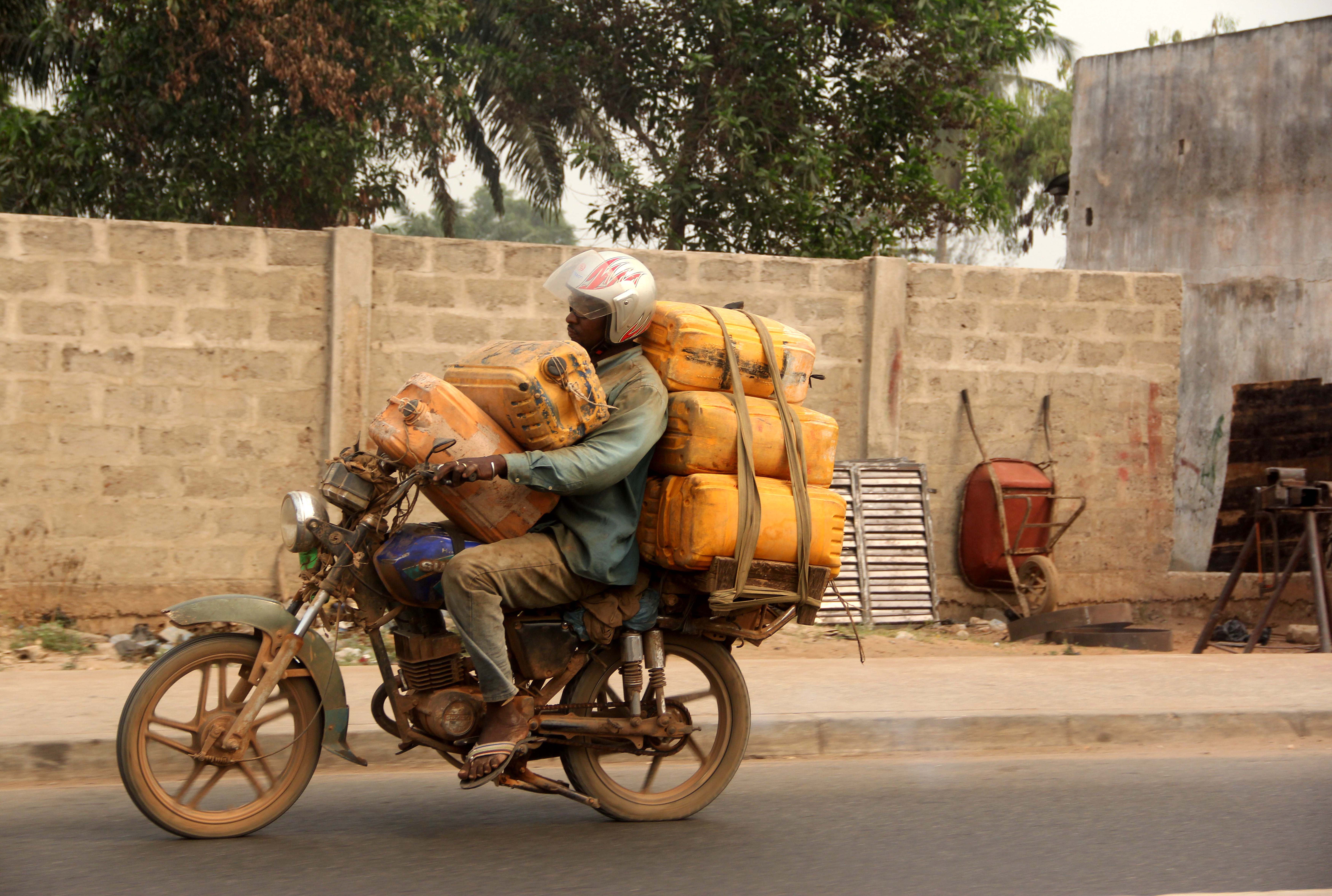
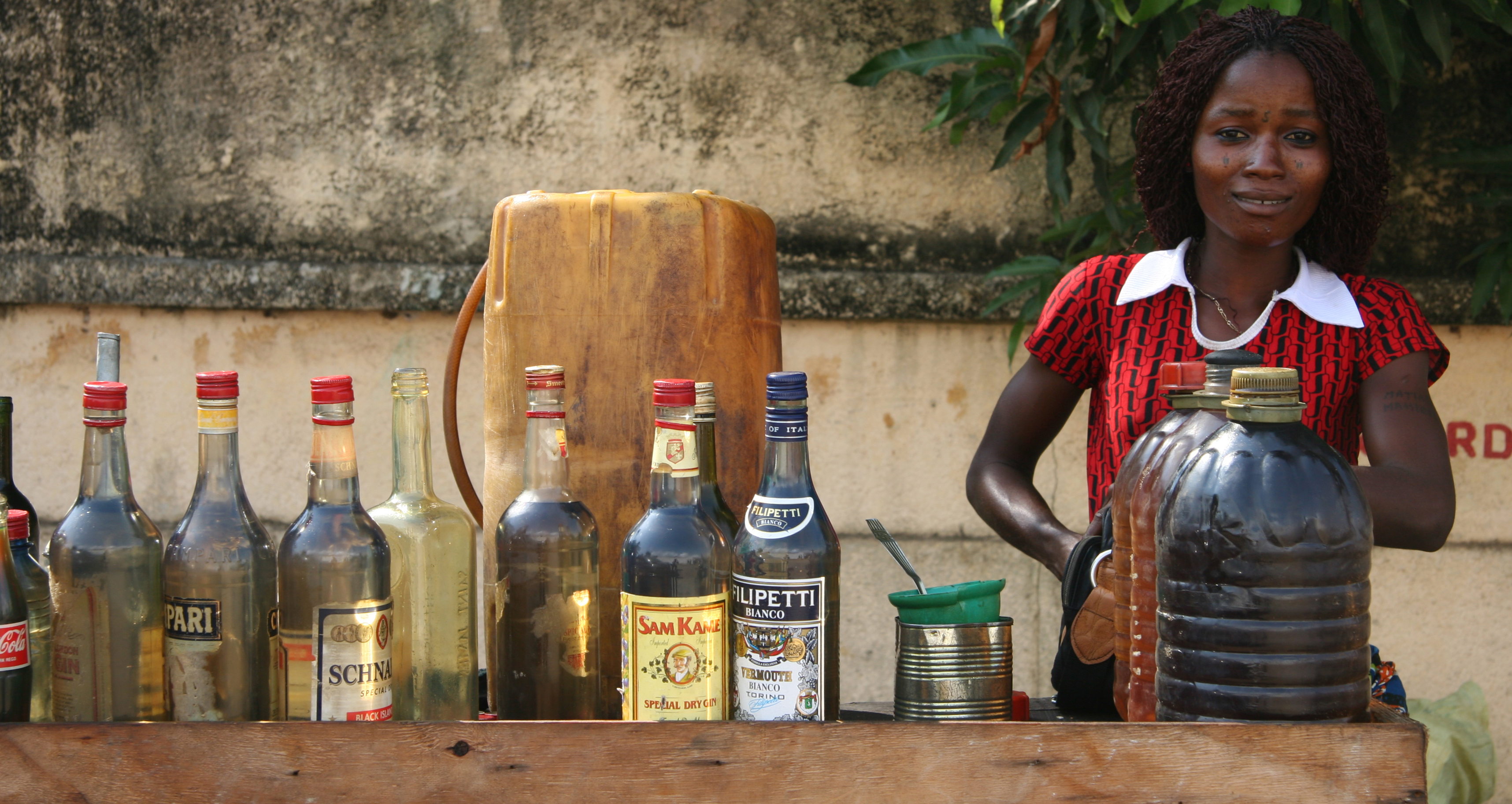
Vente à la bouteille à Cotonou
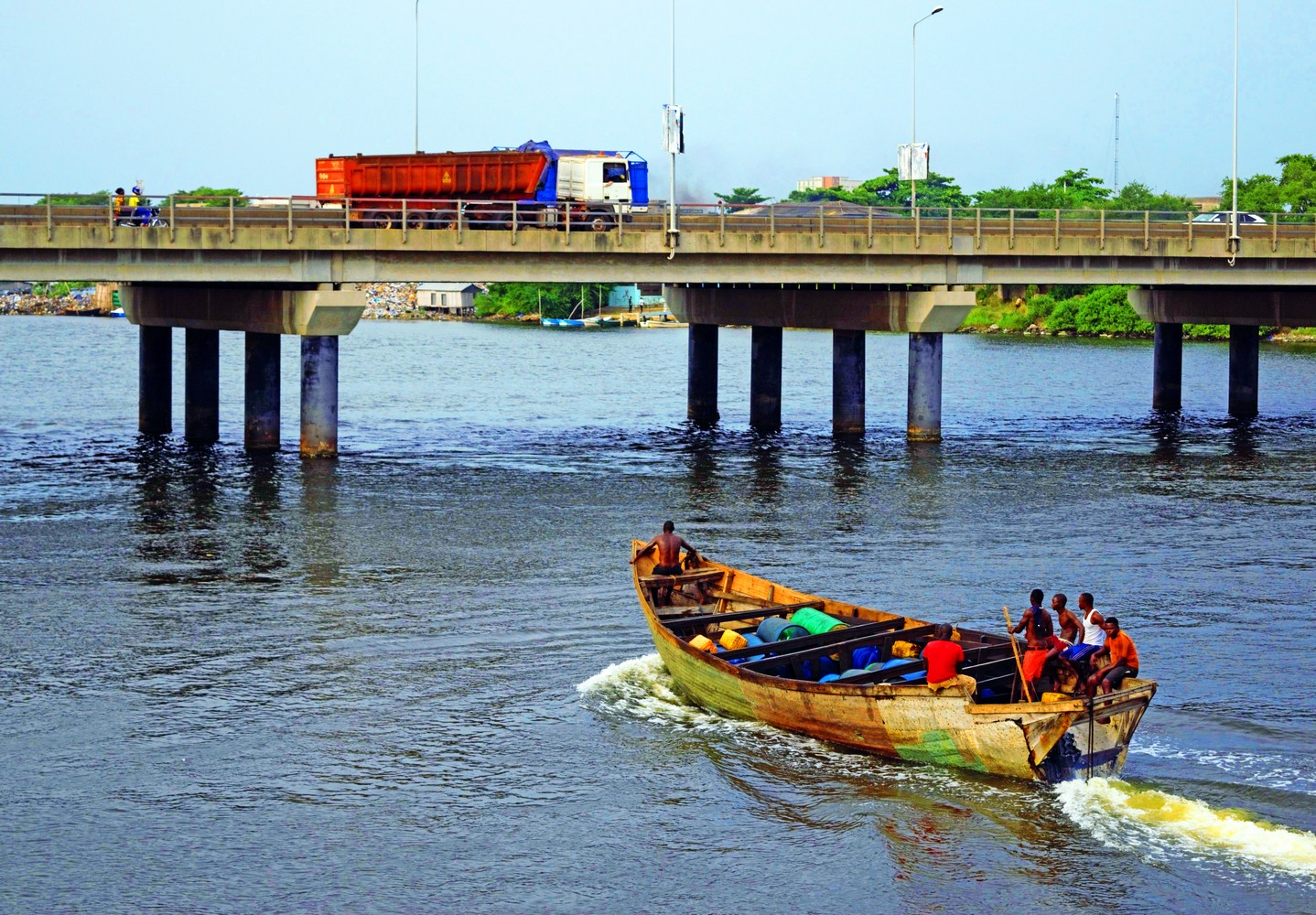
La contrebande de l'essence kpayo venue du Nigéria.